# Thrixspermum ciliatum
Thrixspermum ciliatum är en orkidéart som beskrevs av Rudolf Schlechter. Thrixspermum ciliatum ingår i släktet Thrixspermum och familjen orkidéer.
Artens utbredningsområde är Sumatera. Inga underarter finns listade i Catalogue of Life.